# 싯다르타 (소설)

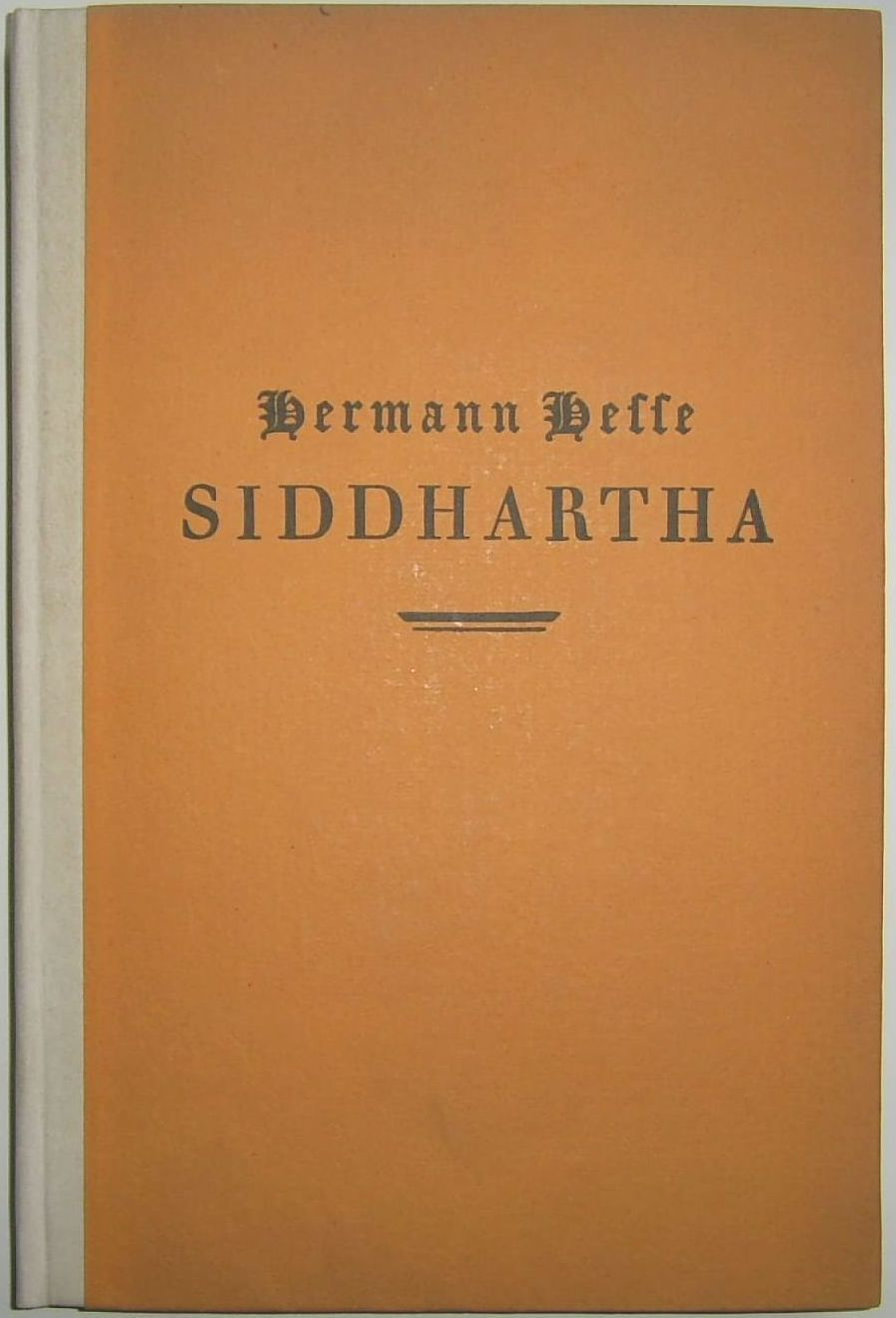

《싯다르타》(독일어: Siddhartha)는 동양 사상에 깊은 관심을 갖고 있던 헤르만 헤세가 1922년 발표한 종교소설이다. 인도의 카스트 제도에서 제1계급에 속하는 성직자 계급의 아들 싯다르타가 깨달음을 얻기 위하여 출가, 이후 먼저 해탈에 경지에 오른 불교 창시자 석가모니를 만나 그의 깨달음에 균열이 있음을 인지한다. 이후 수행이 아닌 다양한 인생 경험을 거쳐 깨달음을 얻는다는 내용이다. 서양인의 눈에 생소할 수 있는 불교가 어떻게 해석되는지를 보여 주었다.

## 줄거리
카스트 제도의 1계급인 성직자의 아들인 싯다르타는 깨달음을 얻기 위해 아버지의 만류를 뿌리치고 친구인 고빈다와 함께 출가한다. 고행 중 들은 석가모니:세존 고타마에 대한 소식에 그를 만나기 위해 길을 떠나지만, 부처의 가르침이 자신에게는 물론이거니와 누구에게도 진정한 깨달음의 길을 줄 수 없으며, 모든 이들은 각자가 깨달음을 찾아야 한다는 것을 느낀 싯다르타는 친구 고빈다를 두고 다시 길을 떠난다. 이후 40살의 중년이 될 때까지 그는 부자 상인 카마스와비 하고 기녀 카밀라와의 만남을 통해 세속의 욕망을 즐긴다. 카밀라에게서는 사랑하는 방법과 그 즐거움을 배우고, 카마스와비에게서는 돈에 대해 배우지만 세속에 찌든 자신의 모습에 실망, 부유함과 애인을 버리고 과거 자신을 태우고 강을 건너 준 뱃사공 바주데바와 같이 일한다. 노인이 된 싯다르타는 옛 애인 카밀라가 독사에 물려 죽자, 카밀라와 자신과의 사이에서 태어난 아들을 맡아서 키운다. 하지만 부잣집에서 자란 아들은 너무나도 버릇이 없었고, 소박하게 모은 돈까지 훔쳐서 달아나고 만다. 이에 슬픔을 느낀 싯다르타는 추억이 담긴 별장에 가지만, 이미 별장은 카밀라가 석가모니에게 기증한 뒤라 옛 추억 대신 승려들로 채워져 있었다. 바주데바의 말없는 위로를 받으며 집에 돌아온 그는 옛날처럼 뱃사공으로서 성실하게 일을 하지만, 이미 그는 깨달음을 얻은 뒤였다. 석가모니의 죽음 이후 불교를 설법하러 다니던 싯다르타의 옛 친구였던 고빈다를 우연히 만나 그에게 자신이 깨달은 것을 가르쳐주고, 고빈다는 옛 친구 싯다르타에게 경의를 표한다.

## 등장인물
- 싯다르타, 고빈다: 진리가 무엇인가에 대해 고민하는 지식인들이다.
- 카밀라: 기녀. 세련된 여성이다. 싯다르타의 애인. 싯다르타는 한때 사랑했던 여인인 카밀라의 임종을 지킨다.
- 카마스와비: 부자 상인. 돈이 되는 것이 무엇인가를 생각할 수 있는 실용적인 사고를 갖고 있지만, 돈이 되지 않기 때문에 문학, 종교 등에 가치를 두지 않는다.
- 바주데바: 말없이 사람을 돌보는 뱃사공. 강에서 삶을 인식. 싯다르타는 바주데바와 같이 소박하게 살면서 비로소 삶의 안정을 찾는다.